# 奇異電器矩陣
奇異電器矩陣（英語：GE multifactorial analysis）又稱GE矩陣、GE模式，是一種由通用电气公司所發展出來的多因子投資組合矩陣。

## 架構
奇異電器矩陣是在3x3矩陣中構建的。一般X軸表示企業優勢或競爭實力，Y軸表示市場吸引力，兩者都以其高、中或低來衡量。